# Ptygura longicornis
Ptygura longicornis är en hjuldjursart som först beskrevs av Davis 1867.  Ptygura longicornis ingår i släktet Ptygura och familjen Flosculariidae. Inga underarter finns listade i Catalogue of Life.